# El Prat de Llobregat
El Prat de Llobregat (Catalansk udtale: [əɫ ˈpɾad də ʎuβɾəˈɣat]) er en catalansk by og kommune i comarcaet Baix Llobregat i provinsen Barcelona i det nordøstlige Spanien. Byen har 66.184(2024) indbyggere og dækker et areal på 31,17 km². Den er beliggende mellem byerne Viladecans og Barcelona. El Prat de Llobregat betjenes af RENFE, der bl.a. opererer mellem Barcelona-Sants og dele af Spanien.
Mere end en fjerdedel af det samlede areal, El Prat dækker, optages af Barcelona Lufthavn. Vueling Airlines har hovedkontor i El Prat.

## Demografi
| 1857  | 1900  | 1930  | 1950   | 1970   | 1986   | 2002   | 2006   | 2009   | 2011   |
| ----- | ----- | ----- | ------ | ------ | ------ | ------ | ------ | ------ | ------ |
| 1.895 | 2.804 | 6.694 | 10.401 | 36.363 | 63.052 | 66.312 | 63.069 | 63.418 | 63.499 |